# Dragon Ball Z: Budokai Tenkaichi 3
Dragon Ball Z: Budokai Tenkaichi 3 es un videojuego de acción y lucha en 3D basado en el  manga y ánime de Akira Toriyama, desarrollado por Spike y publicado por Atari en Norteamérica y por Namco Bandai en Europa y Japón, disponible para PlayStation 2 y Wii. La versión para PlayStation 2 salió a la venta en Norteamérica y Europa los días 9 y 13 de noviembre de 2007, respectivamente. La de Wii se lanzó el 3 de diciembre de 2007 en Estados Unidos y el 15 de febrero de 2008 en el Reino Unido. En Japón, ambas adaptaciones debutaron el 4 de octubre de 2007.
El juego está basado en el manga y el anime Dragon Ball, y es el primero de la serie que cuenta con conexión Wi-Fi. Budokai Tenkaichi 3 también tiene con más de ciento cincuenta personajes jugables y más de treinta escenarios; elementos recurrentes respecto a su predecesor, Budokai Tenkaichi 2, como los ataques Blast Stocks y los Ki Gauges. Cada versión dispone su propio modo: mientras que la de Wii tiene modalidad en línea con Wi-Fi, la de PlayStation 2 cuenta con el sistema Disc Fusion, que sirve para acceder a nuevos niveles de entregas anteriores y, al mismo tiempo, suplir la carencia del primero. En el año de su estreno, IGN lo votó como el «mejor videojuego de lucha para Wii del E3 2007». Obtuvo un total de 0,94 millones de ventas mundiales para Wii, y tres millones globales para PlayStation 2.

## Sistema de juego
Dragon Ball Z: Budokai Tenkaichi 3 cuenta con ciento cincuenta personajes jugables, ciento veinte de los cuales ya estaban presentes en su predecesor. Introduce nuevos que aún no habían aparecido en los juegos de Dragon Ball Z, como King Cold, Nail y King Vegeta. También dispone con más de treinta escenarios jugables, cuya escenografía varía entre el día y la noche, con los nocturnos para permitir a algunos personajes ser transformados por la luna. En comparación con su predecesor, Budokai Tenkaichi 3 cuenta ahora con movimientos más simplificados, con el uso de combos de un solo botón. También tiene diez modos diferentes, entre los que se incluyen: «Dragon Historye», en el que el usuario libra batallas relacionadas con el argumento de la serie, que se divide en sagas; se pueden conseguir nuevos protagonistas, Z Points, y encontrar las Dragon Ball ocultas; «Ultimate Battle», en el que hay cuatro submodos, Sim Dragon, un simulador de combates, Mission 100, un modo en el que se consiguen puntos por ganar, Survival Mode, que se desbloquea completar treinta batallas en Misión 100, y DiscFusionSystem, un submodo exclusivo de la versión para PlayStation 2.
La adaptación para Wii ofrece una modalidad exclusiva, «Dragon Net Battle», en el que se puede jugar en línea con otras personas. Además, esta permite utilizar movimientos de ataque de la misma forma que en Dragon Ball Z, como el Kamehameha y la Genkidama; se puede controlar con el Wii Remote o el Nunchuk. Budokai Tenkaichi 3 añade la posibilidad que guarden los combates que les gusten para poder verlos más tarde; también introduce nuevos movimientos, como el Sonic Sway, que se utiliza para esquivar embestidas cercanas. Otros modos presentes son «Evolution Z», que sirve para comprar objetos y personalizar personajes usando Z Points, y «Character Reference», que contiene datos sobre Dragon Ball. Contiene elementos de la serie, como los Blast 1,  que sirven como preparación para ataques especiales y se usan al depender del número de la reserva de Blast Stock —acciones de explosión—, y Blast 2 —ataques especiales— y se usan en función de la cifra del medidor de Ki —barra de Ki—. Otros componentes como la barra de vida y los combates con límite de tiempo reaparecen.

## Desarrollo
Dragon Ball Z: Budokai Tenkaichi 3 fue desarrollado por Spike y publicado por Atari en Norteamérica y por Namco Bandai en Europa y Japón. El 31 de octubre de 2007, Atari anunció el lanzamiento de la versión de coleccionista, que contiene el juego, un exclusivo libro de arte digital de cincuenta páginas que narra el desarrollo de los personajes y escenarios, y un póster de pared. En octubre de 2007, se reeditó para PlayStation 2 y Nintendo Wii, como parte de la Greatest Hits. Se crearon unos diez movimientos especiales para la versión Wii, como el Kamehameha, la Genki Dama y el Masenko, porque serían más fáciles de usar y también porque quedarían más interactivos, ya que el equipo ya había «descartado el cursor», que se había utilizado en Dragon Ball Z: Budokai Tenkaichi 2.
Donny Clay, productor, comentó en una entrevista con el sitio web Siliconera que el modo en línea no se introdujo en PlayStation 2 porque no había suficientes componentes con los que trabajar, así que el personal decidió centrarse en utilizarla en la de Wii, e incluso dijo que le alegraba hablar de Budokai Tenkaichi 3 como uno de los primeros títulos de lucha con esa función de la consola. Explicar un poco el Disc Fusion System, que, según él, servía para «desbloquear algunos modos exclusivos de PlayStation 2», y también para compensar la falta de la primera modalidad en esta adaptación. Además, se insertó como una forma de «celebrar la última entrega de la serie Tenkaichi para el sistema». Emily Anadu, jefa de producto de Atari, ha comentado sobre los exclusivos de cada una que «la incorporación del juego en línea a Wii ofrecerá por fin una función que los fanáticos estaban esperando, mientras que el "Disc Fusion System" en PlayStation 2 recompensa a aquellos aficionados que nos han apoyado desde el principio de la serie Budokai Tenkaichi».
Los creadores justificaron la incorporación del modo en línea para los nuevos protagonistas como una petición de los admiradores. Pero aún había otras que no se pudieron cumplir, como el uso de un creador de personajes, que Donny dijo que era «definitivamente algo que me encantaría hacer, pero aún no hemos tenido la oportunidad de ponerlo». Respecto a la no salida del título para Xbox 360, dijo que era un gran fanático de esa plataforma, y que estaba muy ilusionado con el progreso de la serie para ella, y que ya estaban laborando en una próxima generación compatible con ella. Ya había planes para un «Budokai Tenkaichi 4» acorde con esta, pero el siguiente en salir al mercado es en realidad Raging Blast.

## Recepción
Dragon Ball Z: Budokai Tenkaichi 3 tuvo unas ventas totales mundiales de 0,94 millones y tres millones para Wii y PlayStation 2, respectivamente. También recibió buenas críticas de muchos sitios web. IGN puntuó ambas versiones con un ocho, y afirmó que «Dragon Ball Z nos ha dado algunos de los mejores luchadores de anime de la historia de los videojuegos», e hizo comparaciones con Budokai Tenkaichi 2, aseguró que «en Tenkaichi 2, el modo Historia estaba compuesto por una cantidad de contenido sencillamente ridícula, que incluía más peleas de las que a nadie en su sano juicio le importaría terminar. Tenías todas las sagas, todas los combates posibles de todos los episodios, y una lista interminable por ello. La presentación era sencilla, pero la recompensa, enorme. En Dragon History de este año, tienes una experiencia más cinematográfica». Pero hizo algunas críticas, e dijo que mientras en el programa había más de seis personajes en las escenas, en el juego sólo había dos, lo que hacía que el argumento fuera enrevesada; y comentó que los usuarios se pierden una tonelada de batallas potenciales. También cuestionó las especialidades de cada consola, al afirmar que era «obvio que Atari quería algo para PS2 que compitiera con el online de Wii». IGN lo votó como el mejor título de lucha para Wii del E3 2007, con Godzilla: Unleashed, también de Atari, en segundo lugar.
Metacritic, otorgó puntuaciones de 7,3 y 7,2 a las adaptaciones para PlayStation 2 y Wii respectivamente, basándose en un total de 51 reseñas —veinticuatro para PS2 y veintisiete para Wii—. El sitio web Game Chronicles dio un ocho a la de Wii y un 8,5 a la de PlayStation 2, y afirmó que el único problema del modo Dragon Net Battle era el lag; dijo que, con respecto a la versión de PS2, «el mayor problema de Tenkaichi 3 en cuanto a gráficos es la aparente incapacidad de mostrar más de dos personajes a la vez en el Story Mode». GameSpy concedió tres estrellas y media a ambas y aseguró que «los gráficos cel-shaded hacen un trabajo tremendo al recrear el aspecto del anime». La página web Videogamer evaluó únicamente la de PlayStation 2, otorgándole una calificación de siete; y declaró que es «un título de lucha difícil porque las cosas suceden rápido: hay muchos comandos y necesitas acertar con el timing para ser uno avanzado», además de quejarse del lag en Dragon Net Battle y concluir al decir que «será de mayor interés para los amantes de la serie» e «ignora eso [los problemas con el modo] y, sorprendentemente, tendrás uno de los videojuegos de pelea más divertidos de Wii».
El sitio web 1UP no analizó la adaptación de Wii, y dio un notable a la de PlayStation 2. Comentó algunos aspectos y dijo que «para los principiantes, el sistema de combate puede ser frustrante». Se te da una gran variedad, desde Z Counter a Heavy Finish, pasando por un tiempo restringido para desviar Ki Blasts, lo que puede hacer que los jugadores se sientan impotentes, indefensos ante la mejorada inteligencia artificial, que aparentemente sabe cómo contrarrestar cualquier tipo de situación». Dijo que «la parte principal de la batalla se mantiene en gran medida sin cambios desde Budokai Tenkaichi 2», a pesar de tener algunas diferencias; y explicó que la reducción del tiempo de lucha en Dragon History, «puede parecer un acto de pereza por parte de la productora», pero señaló que las etapas se han vuelto más grandes en longitud, y más inclusivas en la experiencia; y terminó diciendo que «Spike, a través de los años que ha trabajado en este complicado medio, ha dado a los fanáticos lo que querían: una representación divertida y emocionante que refleja el espíritu y la ferocidad de Dragon Ball Z».